# Antioch XIII
Antioch XIII Dionysus Filopator Kallinikos zwany także Asiaticusem – jeden z ostatnich władców państwa Seleucydów, panował w latach od około 69 do 64 p.n.e.

## Życiorys
Był synem króla Antiocha X Eusebesa i księżniczki z dynastii Ptolemeuszy Kleopatry Selene III, która pełniła urząd regentki po śmierci męża w latach ok. 92 do 85 p.n.e. Po zajęciu Syrii przez wojska Tigranesa w 83 p.n.e., udała się do Rzymu, by zabiegać o uznanie praw do tronu egipskiego dla swojego syna. Misja nie odniosła większych rezultatów. Przebywała tam najpóźniej do 75 p.n.e. lub 73 p.n.e. Potwierdzono jej tytuł królewski. Selene została najprawdopodobniej uwięziona i zabita przez Tigranesa. Antioch XIII został królem dzięki poparciu Rzymian. Rozpoczął swe panowanie w 64 p.n.e.
W roku 64 p.n.e. Antioch został zdetronizowany przez Pompejusza i zamordowany. Śmierć tego monarchy jest powszechnie uważana za koniec dynastii Seleucydów, chociaż po śmierci Antiocha XIII na tronie utrzymał się jeszcze przez krótki czas Filip II Philoromaeus.